# 十和田シン
十和田 シン（とわだ しん）は、日本の小説家・シナリオライター・漫画家。福岡県在住。

## 経歴・人物
漫画家石田スイの実姉。2007年より自サイトにて小説を公開。2010年、十和田眞（とわだまこと）名義の『恋愛台風』で小説家デビュー。2013年より現在名義にて、集英社で漫画作品のノベライズ作家として活動を開始している。
また、奥十（おくと）名義の四コマ漫画作品「マツ係長は女ヲタ」が、『まんがホーム』2016年7月号から9月号（芳文社）に読切掲載され、2016年10月号から2018年10月号まで連載された。同作は『まんがタイムジャンボ』2017年3月号にもゲスト掲載された。

## 作品リスト

### 小説作品

#### 単行本
- 『東京喰種トーキョーグール［日々］』（JUMP j BOOKS、2013年7月) - 石田スイ原作
- 『東京喰種トーキョーグール［空白］』（JUMP j BOOKS、2014年6月) - 同上
- 『東京喰種トーキョーグール［昔日］』（『ミラクルジャンプ』2014年7月号 - 11月号 連載、JUMP j BOOKS、2014年12月） - 同上
- 『東京喰種トーキョーグール：re［quest］』（JUMP j BOOKS、2016年12月) - 同上
- 『NARUTO -ナルト- 暁秘伝 咲き乱れる悪の華』（JUMP j BOOKS、2015年7月） - 岸本斉史原作
- 『サスケ真伝 NARUTO -ナルト- 来光篇』（JUMP j BOOKS、2015年11月） - 同上
- 『ジャックジャンヌ 夏劇』（JUMP j BOOKS、2021年4月） - 石田スイ原作・イラスト
- 『ジャックジャンヌ ユニヴェール歌劇学校と月の道しるべ』（JUMP j BOOKS、2022年11月） - 同上
- 『ジャックジャンヌ 七つ風』（JUMP j BOOKS、2024年6月） - 同上

##### 十和田眞 名義
- 『恋愛台風 Suzu&Takeo』（アルファポリス+星雲社（エタニティブックスRouge）、2010年3月 - 2012年12月、全5巻 / エタニティ文庫、2013年8月-12月）
- 『ラブ・コミ! Saki&Kyoichi』（エタニティブックスRouge、2011年9月 / エタニティ文庫、2013年1月）

#### アンソロジー収録作品
「」内が十和田の作品
- 『STORY MARKET 恋愛小説編』（集英社文庫、2021年3月）「君が作家だと知る三ヶ月」
- 『非接触の恋愛事情』（集英社文庫、2021年12月）「ああ、鬱くしき日々よ!」

### 漫画作品
奥十 名義
- 『マツ係長は女ヲタ』（まんがタイムコミックス、2018年、全2巻）

### シナリオ担当
- 『ジャックジャンヌ』（ゲーム）（ブロッコリー、2021年3月18日発売）